# عبد العزيز بن يحيى اليحيى
عبد العزيز بن يحيى بن عبد الله آل يحيى (21 مارس 1929 - 24 نوفمبر 2012) (10 شوال 1347 - 11 محرم 1434) فقيه حنبلي وقاضي سعودي. ولد في الهفوف بالأحساء ونشأ بها. كفّ بصره في الثانية من عمره. حفظ القرآن على محمد بن عبد العزيز المتين وتعلم باقي علومه الشرعية بمدارس الأحساء المشهورة كمدرسة أبو بكر الملا بالكوت وغيرها من المدارس. ثم انتقل إلى الرياض ليواصل تعليمه الشرعي حتى تخرج قاضيا من كلية الشريعة عام 1960. عُيّن قاضيا بمدينة الجبيل ثم بالثقبة ثم افتتح محكمة الخبر فعُيّن رئيسا لمحاكم الأحساء أواخر عام 1975 حتى أُحيل للتقاعد عام 1996. توفي في مسقط رأسه ودُفن بها.

## ولادته وتعليمه
هو عبد العزيز بن يحيى بن عبد الله بن عبد العزيز بن حمد بن محمد بن يحيى من آل غيهب من بني زيد من قحطان. ولد في الهفوف بالأحساء يوم 10 شوال 1347/ 21 مارس 1929. كفّ بصره في الثانية من عمره. حفظ القرآن وتلقى العلوم الدينية والفقهية على عدة شيوخ منهم محمد بن عبد العزيز المتين وعبد الله بن عمر بن دهيش، ومشعان بن ناصر المنصور، ومحمد بن أبي بكر الملا، ومحمد بن إبراهيم آل الشيخ ، وعبد اللطيف بن إبراهيم بن عبد اللطيف آل الشيخ، وعبد الله الخليفي وعبد الرزاق عفيفي ومحمد الأمين الشنقيطي. 

التحق بالمعهد العلمي بالرياض عام 1371 هـ/ 1951 م وتخرج منه، ثم التحق بجامعة الإمام محمد بن سعود الاسلامية كلية الشريعة بالرياض وتخرج منها عام 1379هـ/ 1959 م، وهو من أوائل من درسوا في كلية الشريعة في الرياض. استمر يتلقى علومه على مشايخه فهو في الرياض وحين يفرغ من ذلك يتوجه إلى حلقاتهم يسمع دروساً في الحديث والتوحيد والفقه واللغة والفرائض.

## مهنته
عينه الأمير سعود بن عبد الله بن جلوي آل سعود إمامًا وخطيبًا في مسجد رأس تنورة وهو ابن سبعة عشرة عامًا. عُيّن في 6 ربيع الآخر 1380/ 27 سبتمبر 1960 قاضيًا لمدينة الجبيل من قِبل محمد بن إبراهيم آل الشيخ رئيس القضاء الشرعي بالمملكة العربية السعودية آنذاك. وفي عام 1383 هـ/ 1963 م نقل إلى قضاء الثقبة وافتتح محكمتها، واستمر بها إلى عام 1388 هـ/ 1968 م حيث نقل إلى رئاسة محكمة الخبر. كان في فترة عمله بالخبر ينوب عن رئيس محاكم المنطقة الشرقية عثمان بن إبراهيم الحقيل خلال إجازته.

في عام 1396 هـ/ 1976 م عُيّن رئيساً لمحاكم الأحساء إلى حين تقاعده عن العمل في 7 محرم 1417/ 24 مايو 1996،  وكان طيلة عمله في القضاء إماماً وخطيباً في الجهات التي يعمل بها وكان له حلقات تدريس وقد تتلمذ عليه الكثير من طلبة من أبرزهم أحمد بن حمود بن مفرج الجبري الخالدي، وعبد الله بن حواس الحواس وغيرهم. 

## شعره
بدأ نظم الشعر مبكرًا منذ الخامسة عشرة من عمره، وأول قصيدة نظمته کانت قصيدة في مدح الملك عبد العزيز وأولها: بحمد إله العرش في القول أبتدي/وأنهي بشكرٍ للإله مؤبَّد//وأسأل ربي أن يعز إمامنا/ ويحفظه من كل باغٍ وحاسد. 

## وفاته
توفي يوم الأحد 11 محرم 1434 / 24 نوفمبر 2012 عن عمر يناهز السابعة والثامنون بعد معاناة مع المرض الذي ألمَّ به وصُلّي عليه بجامع الجبر بعد صلاة العصر ودفن بمقبرة الصالحية بالهفوف في الأحساء عصر يوم الاثنين 12 محرم/ 25 نوفمبر . 

## مؤلفاته
له مؤلفات ومساهمات دينية، وأدبية، ومراسلات مع بعض أدباء السعودية وقد صدر له:
- القطوف الندية والثمار الشهية أو القطوف الندية والثمار الشهية من حقول العلوم الشرعية والأدبية
- من عبر التنزيل، رسالة دينية